# 115 Thyra
Thyra (asteroide 115) é um asteroide da cintura principal com um diâmetro de 79,83 quilómetros, a 1,9247318 UA. Possui uma excentricidade de 0,1915 e um período orbital de 1 341,63 dias (3,67 anos).
Thyra tem uma velocidade orbital média de 19,30401463 km/s e uma inclinação de 11,59731º.
Este asteroide foi descoberto em 6 de Agosto de 1871 por James C. Watson.
Este asteroide recebeu este nome em homenagem à rainha dinamarquesa Thyra Dannebod.